# 米爾巴赫河 (格萊里奇河支流)
49°30′22.7″N 12°19′14.7″E / 49.506306°N 12.320750°E

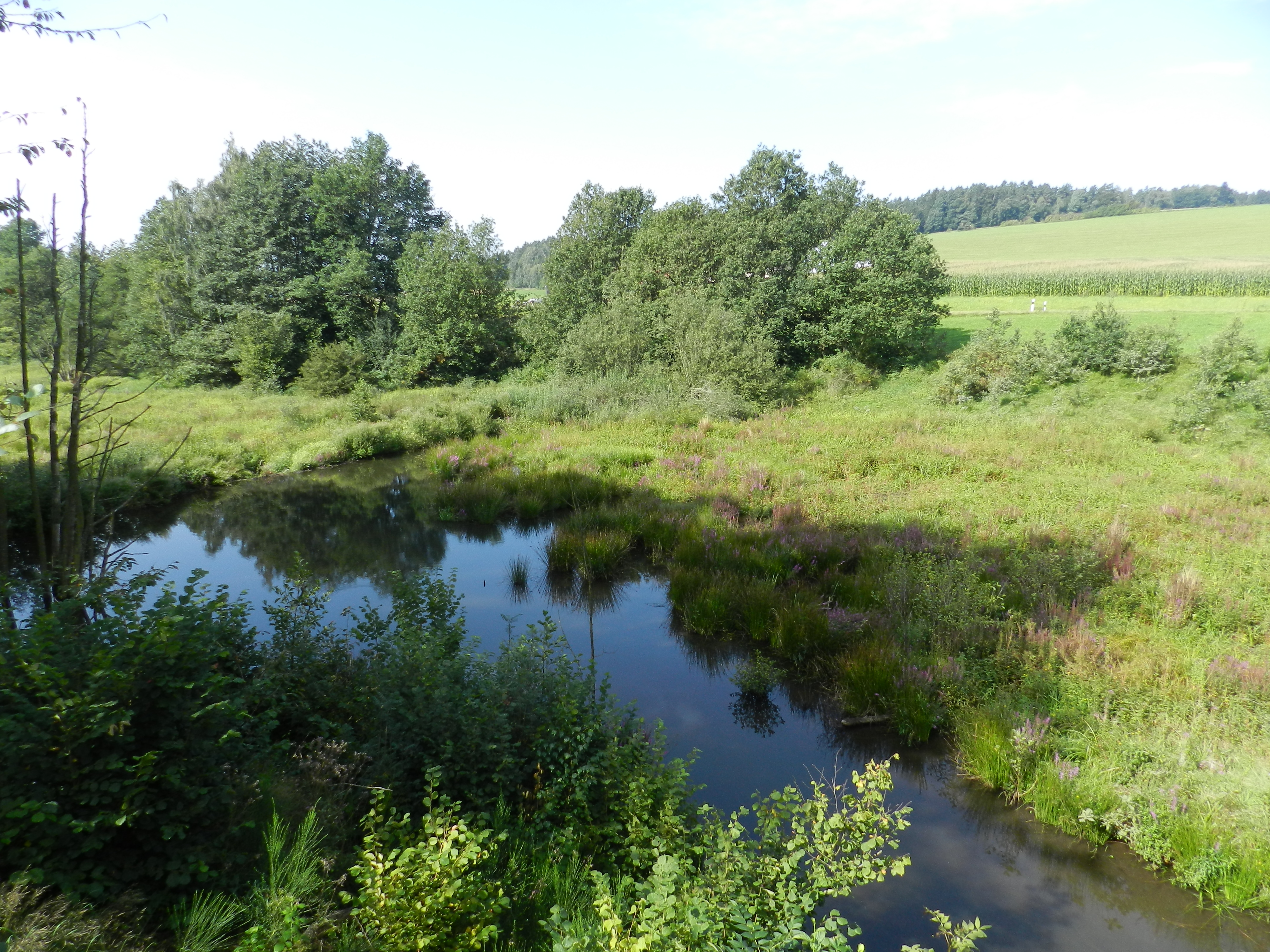

米爾巴赫河是德國的河流，位於該國東南部，由巴伐利亞負責管轄，屬於格萊里奇河的右支流，河道全長5.6公里，發源自滕訥斯貝格以東。